# 田賦徵實
田赋征实是中華民國以征收粮食和其他物资代替征收金錢的的稅收政策。
第二次中日战争时期，國民政府為了抗戰超发纸币，結果導致嚴重的通貨膨脹。1940年11月，國民政府為了保障军民粮食，決定各省的田赋要開始以实物的形式征收。1941年，國民政府宣布田赋征收权力归于中央，並且所有田赋都要以实物的形式征收。1943年，货物税也開始以实物的形式征收。抗战胜利后，货物税不再以实物的形式征收，但田赋继续以实物的形式征收。1946年，中華民國在台灣實施實物繳納制，原本一元臺幣的土地稅改為交納8.85公斤稻穀。此後要繳納的稻穀不斷增加，截至1967年，一元臺幣的土地稅已折合稻穀26.35公斤。1987年，中華民國宣佈停止田賦徵實。